# Столяр Абрам Давидович
Абрам Давидович Столяр (10 травня 1921 року, Мелітополь, Українська РСР — 20 квітня 2014 року, Санкт-Петербург) — радянський російський історик, археолог, мистецтвознавець. Доктор історичних наук (1972), професор історичного факультету Санкт-Петербурзького університету, почесний професор СПбДУ, член міжнародних товариств з історії первісної культури. Заслужений працівник вищої школи Російської Федерації, почесний працівник вищої професійної освіти Російської Федерації.

## Біографія
Народився в єврейській родині майстра годинникової справи і домогосподарки в Мелітополі. У 1932 році родина переїхала до Ленінграда. Столяр навчався в школах № 7, № 17 («Гімназія Травня»), № 1. У 16 років брав участь в експедиції відомого археолога Владислава Равдонікаса на острів Оленячий.
У 1938 році вступив на історичний факультет ЛДУ. В університеті студіював у Бориса Грекова, Сигізмунд Валка, Борис Романова та інших видатних істориків. Брав участь в гурткахЕрмітажа. Наставником і, за словами Столяра, його «духовним батьком», став відомий археолог, мистецтвознавець і майбутній директор Ермітажу Михайло Артамонов.
У серпні 1941 року Столяр воював на Волховському і Ленінградському фронтах. Був політруком, комісаром частини. Нагороджений Орденом Вітчизняної війни II ступеня, медаллю «За оборону Ленінграда».
У 1946 році повернувся на історичний факультет. На IV курсі опублікував твір «Маріупольський могильник», що внесла нововведення в вивчення первісної історії України, отримував іменну стипендію. У 1948-1951 роках — аспірант Михайла Артамонова. В аспірантурі Столяр слухав лекції Артамонова, Равдонікаса, Валка, Володимира Мавродіна, Петра Єфименко, Михайла Грязнова, Сергія Замятіна і Бориса Піотровського. У 1952 році захистив кандидатську дисертацію «Маріупольський могильник як історичне джерело».
Помер в Санкт-Петербурзі 20 квітня 2014 року.

## Наукова діяльність
З 1952 року Столяр завідував Науковим відділом Ленінградського Палацу піонерів, з 1954 року — старший науковий співробітник Кримського філіалу Академії наук Української РСР, а з 1956 року — старший науковий співробітник Державного Ермітажу.
У 1964 році став доцентом кафедри археології історичного факультету ЛДУ.
У 1972 році Михайло Артамонов наполіг на захисті Столяром докторської дисертації на тему «Походження образотворчого мистецтва Євразії». З 1972 по 1995 рік — завідувач кафедри археології та керівник секції археології Головної ради з історії СРСР. У 1974 році був обраний професором. Читав курси «Історія первісного суспільства», «Основи археології», «Первісна культура» і ряд спеціальних курсів. Працював з аспірантами, в тому числі іноземними. Читав курси з археології в різних вузах СРСР, Болгарії, Фінляндії, Норвегії та Угорщини. У 1997—2007 роках — професор кафедри філософії культури і культурології філософського факультету СПбГУ.
Столяр брав участь в 34 археологічних експедиціях у Наддніпрящині, Криму, Забайкаллі, Сибіру, Біломор'ї, тундрі. Був начальником експедиції на Дону і багатьох інших. Виявив і вивчив Василівський могильник на лівобережжі Дніпра у Надпоріжжі (1959), енеолітичне поселення Мешоко в Адигеї (1958—1965). Серед наукових інтересів Столяра була первісна культура 250 тисяч років тому. Столяр займався також палеографією Півночі Європейської Росії, зокрема Карелії.
У 1985 році вийшла монографія «Походження образотворчого мистецтва», відзначена дипломом лауреата Університетській премії. У 1994 році Столяр організував семінар до сторіччя Владислава Равдонікаса, а в 1998 році — Михайла Артамонова.
Столяр брав участь в написанні сценаріїв наукових фільмів, зняв діафільм «Як народилося мистецтво», вів авторські телепередачі. Був учасником міжнародних наукових конгресів в Росії, Фінляндії, Швеції, Естонії, виступав з доповідями на конференціях, співпрацював з ЮНЕСКО .
У 1996 році отримав почесне звання «Заслужений працівник вищої школи Російської Федерації», отримав нагороду «Почесний працівник вищої професійної освіти Російської Федерації», в 2004 році став почесним професором СПбГУ. Був почесним членом Міжнародного товариства вивчення історії первісного мистецтва.

## Основні роботи
Автор понад 230 публікацій, серед яких 28 на іноземних мовах. Найвідоміші серед них:
- «Мариупольский могильник как исторический источник» // Советская археология, 1955
- «Первый Васильевский мезолитический могильник» // Археологический сборник Эрмитажа, вып.1; Л., 1959
- «Мешоко — поселение майкопской культуры» // Сборник материалов по истории Адыгеи, Т.2; Майкоп, 1961
- «Натуральное творчество неандертальцев как основа генезиса искусства» // Первобытное искусство; Новосибирск, 1971.
- «Об археологическом аспекте генезиса анималистического искусства в палеолите Евразии» // Советская Этнография. 1978. № 3 (перевод в США — Soviet Anthropology and Archaeology. 1977/1978. № 17).
- «Происхождение изобразительного искусства»; М., 1985.
- «Milestones of spiritual evolution of prehistoric Karelia» // Folklore. Vol. 18/19. Tartu, 2001.
- «Проблема исторической гуманизации первобытной археологии эпохи камня; Архив археологических свидетельств генезиса первобытного сознания» // Структурно-семиотические исследования в археологии. Т. 3. Донецк, 2006.
- «Уроки гражданского мужества историков: научное содружество В. В. Мавродина и М. И. Артамонова» (1936—1974 гг.) // Мавродинские чтения. СПб., 2009.

- «Маріупольський могильник як історичне джерело» // Радянська археологія, 1955
- «Перший Василівський мезолітичний могильник» // Археологічний збірник Ермітажу, вип.1; Л., 1959
- «Мішок — поселення майкопською культури» // Збірник матеріалів з історії Адигеї, Т.2; Майкоп, 1961
- «Натуральне творчість неандертальців як основа генезису мистецтва» // Первісне мистецтво; Новосибірськ, 1971.
- «Про археологічному аспекті генезису анімалістичного мистецтва в палеоліті Євразії» // Радянська Етнографія. 1978. № 3 (переклад в США — Soviet Anthropology and Archaeology. 1977/1978. № 17).
- «Походження образотворчого мистецтва»; М., 1985.
- «Milestones of spiritual evolution of prehistoric Karelia» // Folklore. Vol. 18/19. Tartu, 2001..
- "Проблема історичної гуманізації первісної археології епохи каменю; Архів археологічних свідоцтв генезису первісної свідомості "// Структурно-семіотичні дослідження в археології. Т. 3. Донецьк, 2006.
- «Уроки громадянської мужності істориків: наукове співтовариство В. В. Мавродін та М. І. Артамонова» (1936—1974 рр.) // Мавродінскіе читання. СПб. 2009.

### Книги про Столяр
Статті про Абрама Столяр увійшли до деяких наукових російських і міжнародних збірників, також Столяру присвячені окремі книги:
- «Археология в пути или путь археолога» СПб., 2001
- «In situ» СПб., 2006
- Malina J. «Archeologia vectra a dnes» T. I—II. Brno, Czech Republic, 1980—1981.

- - «Археология в пути или путь археолога» СПб., 2001
  - «In situ» СПб., 2006
  - Malina J. «Archeologia vectra a dnes» T. I—II. Brno, Czech Republic, 1980—1981.